# دیره (مجارستان)
دیوره (به مجاری:  Gyüre) یک منطقهٔ مسکونی در مجارستان است که در ناحیه واشاروش‌نامنی واقع شده‌است. دیوره ۱۵٫۹۸ کیلومتر مربع مساحت و ۱٬۲۴۴ نفر جمعیت دارد.